# 小行星13209
小行星13209（13209 Arnhem）是一颗绕太阳运转的小行星，为主小行星带小行星。该小行星于1997年4月19日发现。

## 轨道参数
小行星13209的轨道半长轴为347 506 334 km，2.3229033 UA，离心率为0.125。